# Alan Dexter
Alan Dexter (* 21. Oktober 1918 auf den Seychellen; † 19. Dezember 1983 in Oxnard) war ein britischer Schauspieler und Komponist.

## Leben
Dexter war als Hollywood-Schauspieler von 1943 bis 1980 aktiv. Ab 1952 war er auch in zahlreichen Fernsehserien zu sehen, darunter Serienklassiker wie Bonanza, Twilight Zone, Die Leute von der Shiloh Ranch, Der Chef oder Kojak – Einsatz in Manhattan. Dabei blieb Dexter in seiner Karriere auf Nebenrollen beschränkt. Er starb Ende 1983 in Oxnard in Kalifornien an einem Herzanfall.

## Filmografie (Auswahl)
- 1943: This Is the Army
- 1952: Seemann paß auf (Sailor Beware)
- 1952: Okinawa
- 1953: Die Welt gehört ihm (The Mississippi Gambler)
- 1953: Frauen in der Nacht (Girls in the Night)
- 1953: Kolonne Süd (Column South)
- 1953: Gefahr aus dem Weltall (It Came from Outer Space)
- 1953: Strandgut (Forbidden)
- 1954: Schachmatt (Pushover)
- 1954: Drei dunkle Straßen (Down Three Dark Streets)
- 1954–1955: The George Burns and Gracie Allen Show (Fernsehserie, 4 Folgen)
- 1955: The Whistler (Fernsehserie, Folge 1x33)
- 1956: In den Fängen des Teufels (The Unguarded Moment)
- 1957: Wenn Männer zerbrechen (Time Limit)
- 1957: Official Detective (Fernsehserie, Folge 1x25)
- 1957: Duell im Atlantik (The Enemy Below)
- 1958: Mickey Spillane’s Mike Hammer (Fernsehserie, 2 Folgen)
- 1958: Voice in the Mirror
- 1958: Step Down to Terror
- 1958: I Married a Monster from Outer Space
- 1958, 1961: Perry Mason (Fernsehserie, 2 Folgen)
- 1958–1963: Rauchende Colts (Gunsmoke, Fernsehserie, 3 Folgen)
- 1959: Goodyear Theatre (Fernsehserie, Folge 2x07)
- 1959: Abenteuer im wilden Westen (Dick Powell’s Zane Grey Theater, Fernsehserie, 2 Folgen)
- 1959: Unternehmen Petticoat (Operation Petticoat)
- 1959, 1960: Have Gun – Will Travel (Fernsehserie, 2 Folgen)
- 1960: Menschen im Weltraum (Men Into Space, Fernsehserie, Folge 1x29)
- 1960: Twilight Zone (The Twilight Zone, Fernsehserie, Folge 1x35 Baseball mit Herz)
- 1960, 1963: Die Unbestechlichen (The Untouchables, Fernsehserie, 2 Folgen)
- 1961: Surfside 6 (Fernsehserie, Folge 1x26)
- 1963: Die Leute von der Shiloh Ranch (The Virginian, Fernsehserie, Folge 1x21)
- 1963: The Dick Van Dyke Show (Fernsehserie, 2 Folgen)
- 1964: Mein Zimmer wird zum Harem (The Brass Bottle)
- 1964: Auf der Flucht (The Fugitive, Fernsehserie, Folge 2x01)
- 1964: Küss mich, Dummkopf (Kiss Me, Stupid)
- 1964–1966: Gomer Pyle: USMC (Gomer Pyle, Fernsehserie, 4 Folgen)
- 1965–1966: Zeit der Sehnsucht (Days of Our Lives, Fernsehserie, 13 Folgen)
- 1966: Mini-Max (Get Smart, Fernsehserie, Folge 2x02)
- 1967: The Andy Griffith Show (Fernsehserie, Folge 8x07)
- 1967: Tennisschläger und Kanonen (I Spy, Fernsehserie, Folge 3x12)
- 1969: Bonanza (Fernsehserie, Folge 11x02)
- 1969: Westwärts zieht der Wind (Paint Your Wagon)
- 1971: High Chaparral (The High Chaparral, Fernsehserie, Folge 4x17)
- 1972: Der Chef (Ironside, Fernsehserie, Folge 5x22)
- 1972: Dr. med. Marcus Welby (Marcus Welby, Fernsehserie, Folge 4x14)
- 1973: FBI (The F.B.I., Fernsehserie, Folge 8x24)
- 1973: Kojak – Einsatz in Manhattan (Kojak, Fernsehserie, Folge 1x04)
- 1973: Cannon (Fernsehserie, Folge 3x15)
- 1974: Mr. and Mrs. Cop (Fernsehfilm)
- 1974: Männerwirtschaft (The Odd Couple, Fernsehserie, Folge 5x04)
- 1975: The Long Christmas Dinner (Kurzfilm)
- 1976: Sag ja zur Liebe (Gable and Lombard)
- 1976: Die Zwei mit dem Dreh (Switch, Fernsehserie, Folge 1x23)
- 1976: Helter Skelter – Die Nacht der langen Messer (Helter Skelter, Miniserie)
- 1978: Loose Shoes